# Слуква філіппінська
Слуква філіппінська (Scolopax bukidnonensis) — вид прибережних птахів родини баранцевих (Scolopacidae).

## Поширення
Ендемік Філіппін. Поширений на півночі і у центрі острова Лусон та на острові Мінданао (там зареєстрований лише на схилах чотирьох вершин). Мешкає в гірських лісах вище 1000 м над рівнем моря.

## Опис
Тіло завдовжки від 30 до 33 см та вагою від 193 до 310 грамів. Верх рудо-коричневий, з дрібними чорними та широкими смугами і чорними плямами на тімені, низ блідо-жовтий. Дзьоб довгий із зігнутим кінчиком.